# 克里米亞州
克里米亞州（烏克蘭語：Кримська область），先后为蘇聯的俄罗斯苏维埃联邦社会主义共和国和乌克兰苏维埃社会主义共和国的州，首府辛菲羅波爾。
本州成立於1945年6月30日，取代原来的克里米亞蘇維埃社會主義自治共和國，1954年2月19日自俄羅斯蘇維埃聯邦社會主義共和國轉交到乌克兰苏维埃社会主义共和国。1991年1月20日經過公民投票後，在2月12日獲烏克蘭蘇維埃社會主義共和國最高蘇維埃恢復自治地位。1995年改稱克里米亞自治共和國。